# Мактуб
Макту́б (араб. مكتوب‎, «предначертано») — исламское фаталистическое понятие, литературно переводимое как присловье «так предначертано» Аллахом.

## Определение
Согласно исламу, Аллах создал Перо (калям, письменная трость), которым он приказал записывать в Писание (Лаух аль-Махфуз, Мать Книги) список всего, что произойдёт (катаба (كتب), сатара (سطر)). Слово «мактуб» является пассивным причастием от «катаба».
Упоминание данных понятий в Коране:
Так было предначертано в Писании. (17:58)
Клянусь письменной тростью и тем, что они пишут. (68:1)
Любое несчастье, которое происходит на земле и с вами самими, записано в Писании ещё до того, как Мы сотворили его. Воистину, это для Аллаха легко. (57:22)
Аллах стирает и утверждает то, что пожелает, и у Него — Мать Писания. (13:39)
Скажи: «Нас постигнет только то, что предписано нам Аллахом. Он — наш Покровитель. И пусть верующие уповают на одного Аллаха». (9:51)

## В искусстве
Лоуренс Аравийский (фильм):

Принц Фейсал: Время Гасима кончилось, Лоуренс. Так предначертано.
Т. Э. Лоуренс: Ничего не предначертано. (…)
Шериф Али: Ты не дойдёшь до Акабы, англичанин! Иди назад, богохульник, ты не дойдёшь до Акабы!
Т. Э. Лоуренс: Я буду в Акабе. Вот это — предначертано. (Показывает на свою голову). Предначертано здесь.

Пауло Коэльо в своей одноимённой книге «Мактуб» использует определение вместо эпиграфа:

«„Мактуб“ означает „Это написано“. Арабы переживают, что „Это написано“ — не совсем правильный перевод, потому что, хотя действительно всё уже написано, Бог сострадает, и пишет это просто для того, чтобы помочь нам».
Также трактуется этот термин и в произведении «Алхимик»:

— «Мактуб», — произнёс наконец Торговец хрусталём. 
— Что это значит? 
— Чтобы понять по-настоящему, надо родиться арабом, — ответил тот. — Но примерный смысл — «так записано»… Остановить реку жизни невозможно.
- Алан Сигер, стихотворение Maktoob
- Marcus Viana, песня Maktub

## Название
- en:Maktoob — крупная арабская интернет-компания.